# The Pitt
The Pitt è un fumetto statunitense one-shot pubblicato dalla Marvel Comics nel 1987. Fa parte del New Universe e si ricollega direttamente agli eventi narrati nella serie Star Brand.

## Trama
La storia di The Pitt si ricollega direttamente agli eventi conclusivi di Star Brand. Ken Connel, nel tentativo di liberarsi del marchio stellare imprimendolo su di un manubrio di metallo, genera una gigantesca esplosione che cancella all'istante la città di Pittsburgh e scava un cratere largo 50 miglia e profondo 15. Subito l'esercito, temendo un bombardamento da parte dell'Unione Sovietica, si mobilita, isolando la zona del cratere.  Per esplorane l'interno, viene mobilitata la Dott.ssa Jennifer Swensen affinché utilizzi l'esoscheletro MAX per analizzare la situazione. Durante la sua esplorazione riesce a salvare i componenti della famiglia Robinson, intrappolati nella loro auto sul fondo del cratere (purtroppo nemmeno l'intervento di Jennifer impedirà loro di essere contaminati dai liquami mutageni presenti nel pozzo e di essere tramutati nel Famileech). La crescente paranoia dell'esercito nei confronti dell'evento (definito Evento Nero, in contrasto con l'Evento Bianco) arriva ad instaurare una sorta di legge marziale. Per impedire ai civili di avvicinarsi, i militari arrivano anche ad abbattere un elicottero della stampa. Nell'apprendere le azioni dell'esercito, Jenny diserta, mettendosi alla ricerca di altri sopravvissuti (per ricomparire poi nella serie D.P.7.
Parallelamente l'intera vicenda è osservata anche da The Witness l'osservatore silenzioso del New Universe che, invisibile a chiunque (eccetto, per un breve periodo, a Jenny) non può far altro che osservare l'intera vicenda.

## Personaggi principali
- Dott.ssa Jennifer Swensen
- The Witness: alias Nelson Kohler, un uomo che morì per un incidente stradale nell'esatto momento in cui avvenne l'Evento Bianco. A causa di ciò si trasformò in una sorta di fantasma. Non può essere visto né udito da nessuno ma può muoversi ovunque e osservare qualsiasi evento.
- Colonnello MacIntyre (Mac) Browning: ufficiale dell'esercito degli Stati Uniti a cui viene affidato il comando delle operazioni di emergenza nel sito del cratere.